# NaVorro Bowman
NaVorro Roderick Bowman (* 28. Mai 1988 in District Heights, Maryland als NaVorro Andrews) ist ein ehemaliger US-amerikanischer American-Football-Spieler auf der Position des Linebackers. Er spielte für die San Francisco 49ers und Oakland Raiders in der National Football League (NFL).

## College
NaVorro Bowman besuchte die Pennsylvania State University und spielte ab der Saison 2007 für die Penn State Nittany Lions College Football. 2009 erreichte er mit seinem Team den Rose Bowl, der jährlich am 1. Januar im Rose Bowl Stadium stattfindet. Trotz einer hervorragenden Leistung Bowmans, für die er zahlreiche Ehrungen erhielt, verlor Penn State das Spiel gegen die University of Southern California (USC) mit 24:38.

## NFL
Beim NFL Draft 2010 wurde Bowman von den San Francisco 49ers in der dritten Runde als 91. Spieler ausgewählt. In der Saison 2012 wurde er in den Pro Bowl berufen und gewann mit seinem Team das NFC Championship Game gegen die Atlanta Falcons. Im darauffolgenden Super Bowl XLVII unterlagen sie allerdings den Baltimore Ravens mit 34:31.
Auch in der Saison 2013 qualifizierten sich die 49ers für das NFC Championship Game, verloren es aber gegen den späteren Super-Bowl-Sieger, die Seattle Seahawks. Dabei erlitt Bowman im vierten Viertel eine schwere Knieverletzung. Ein paar Wochen zuvor hatte Bowman den letzten Touchdown im alten Heimstadion der San Francisco 49ers, dem Candlestick Park, erzielt, indem er einen Pass von Matt Ryan fing und zu einem 89-Yards-Interception-Return-Touchdown lief. Dieser Touchdown wurde nach The Catch zur zweitbesten Aktion in der Geschichte des Candlestick Parks gewählt.
Anfang Juni 2019 gab Bowman sein Karriereende bekannt.